# Asaphes umbilicalis
Asaphes umbilicalis är en stekelart som beskrevs av Xiao och Huang 2000. Asaphes umbilicalis ingår i släktet Asaphes och familjen puppglanssteklar. Inga underarter finns listade.